# واقية ذراع

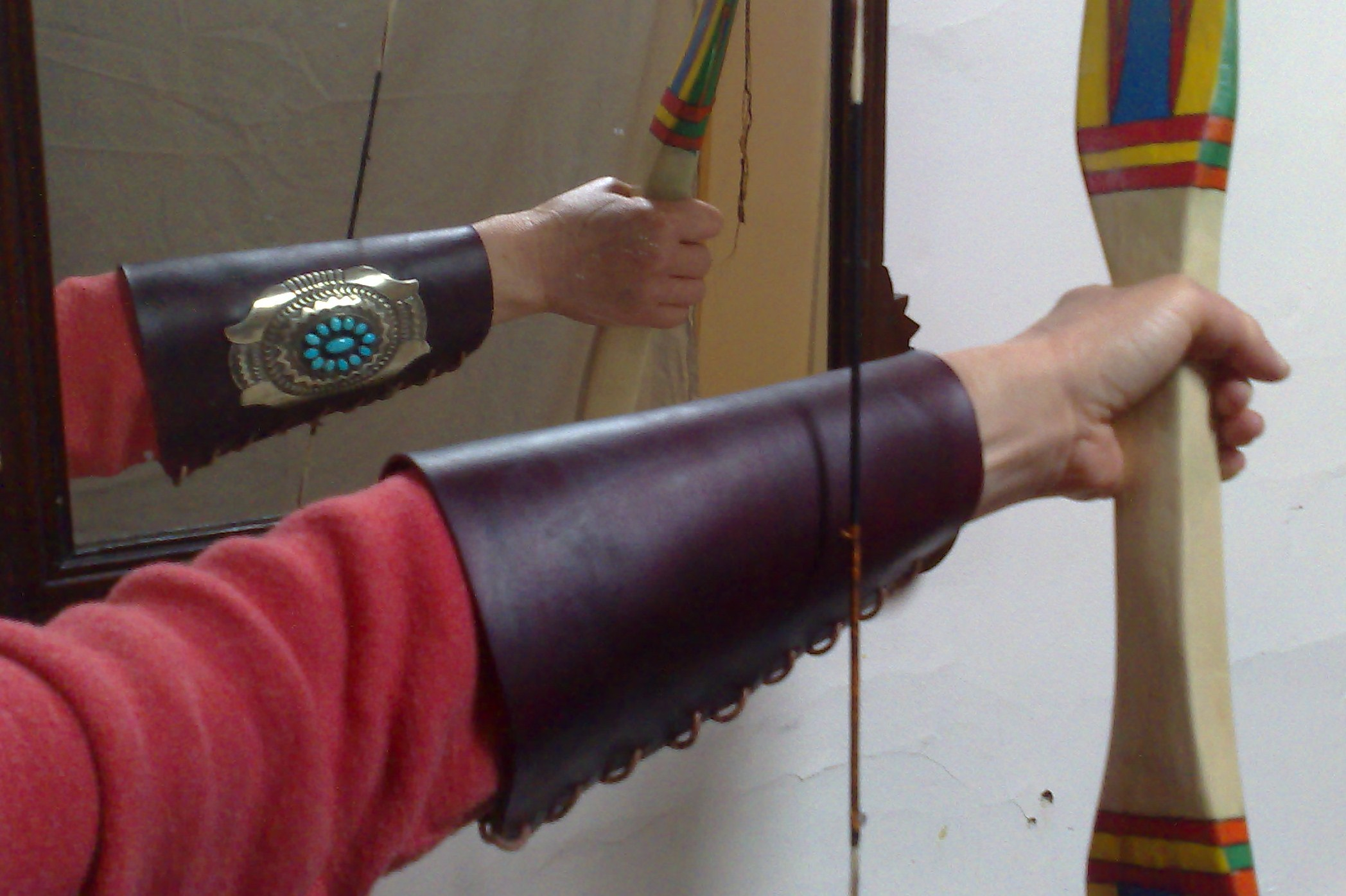
واقي ذراع كيتوه، جلد مزين بالفضة والفيروز، مع قوس

واقية الذراع هي حزام أو غمد، مصنوع عادة من الجلد أو الحجر أو اللدائن ، ويغطي السطح البطني (الداخلي) لذراع رامي السهام الذي يحمل القوس. فهي تحمي ساعد الرامي من الإصابة بسبب الجَلْد العَرَضي من الوتر أو قذة السهم أثناء الرمي ، كما يمنع الكم الفضفاض من الإمساك بالوتر. وهي تغطي عادةً جزءًا من الساعد فقط، ولكن بعضها كاملة الطول تمتد إلى الجزء العلوي من الذراع، وقد قام بعض الرماة بتغطية مناطق أخرى. قد تردي النساء واقيات الصدر أيضًا لحماية الثدي.